# Lisa Gormley
Lisa Gormley es una actriz británica, conocida por haber interpretado a Bianca Scott en la serie Home and Away.

## Biografía
Lisa nació en el Norte de Inglaterra y a la edad de tres años se mudó a Barossa Valley. Posteriormente, a los doce años, se mudó a una granja en Tasmania con su familia. Es hija única. Antes de convertirse en actriz trabajó como asistente de vuelo.
A finales de 2009 se graduó de la prestigiosa escuela National Institute of Dramatic Art (NIDA), en actuación.
Es muy buena amiga del actor y músico Axle Whitehead y la actriz Kimberley Cooper.
En el 2012 comenzó a salir con Lachlan Wortman, sin embargo la relación terminó en el 2013.

## Carrera
En 2010 interpretó a Karin en el cortometraje Before the Rain. 
El 9 de julio del mismo año se unió al elenco principal de la popular serie australiana Home and Away donde interpretó a la testaruda Bianca Scott, la hermana mayor de April, hasta el 12 de junio de 2014 después de que su personaje decidiera aceptar la transferencia que había solicitado. Lisa regresó brevemente a la serie el 29 de julio de 2014 después de que su personaje regresara a Summer Bay para buscar a Heath, Darcy y Harley, y juntos se mudan a Sídney. Lisa regresó nuevamente a la serie en noviembre del 2016 y su última aparición fue el 2 de febrero de 2017 después de que su personaje regresara a Sídney con Heath, Darcy y Harley.
En agosto del 2015 se anunció que aparecería en el especial "Home and Away: An Eye for An Eye" donde interpretó nuevamente a Bianca Scott el 9 de diciembre del mismo año.
En mayo del 2016 se anunció que Lisa regresaría para el nuevo spin-off de la serie "Home and Away: Revenge" el cual fue estrenado el 19 de diciembre del mismo año. Así como en el tercer especial titulado "Home and Away: All or Nothing", el cual fue estrenado el 26 de enero de 2017.

## Filmografía

### Series de televisión
| Año                      | Título        | Personaje    | Notas         |
| ------------------------ | ------------- | ------------ | ------------- |
| 2010 - 2014, 2016 - 2017 | Home and Away | Bianca Scott | 391 episodios |

### Películas
| Año  | Título                           | Personaje    | Notas                                                                                                |
| ---- | -------------------------------- | ------------ | --- |
| 2017 | Home and Away: All or Nothing    | Bianca Scott | junto a Nicholas Westaway, Dan Ewing, Diarmid Heidenreich, Kyle Pryor, George Mason y Samantha Jade  |
| 2016 | Home and Away: Revenge           | Bianca Scott | junto a Dan Ewing, Diarmid Heidenreich, Kyle Pryor, George Mason, Nicholas Westaway y Alea O'Shea    |
| 2015 | Home and Away: An Eye for An Eye | Bianca Scott | junto a Dan Ewing, Diarmid Heidenreich, Bonnie Sveen, Isabella Giovinazzo, Kyle Pryor y George Mason |
| 2013 | Magic Words                      | Madre        | corto - junto a Finn Dauphinee                                                                       |
| 2010 | Before the Rain                  | Karin        | junto a Ryan Corr, Kenji Fitzgerald y Hugo Johnstone-Burt                                            |
| 2010 | The Filmmaker                    | Madre        | corto - junto a James Barrow, Julia Billington, Steven Convery, Ande Cunningham y Julian Curtis      |

### Teatro
| Año  | Obra                   | Personaje    | Teatro                |
| ---- | ---------------------- | ------------ | --------------------- |
| 2014 | Jack and the Beanstalk | -            | Dorking Halls Theatre |
| 2014 | Other Desert Cities    | Brooke Wyeth | Ensemble Theatre      |
| 2008 | Days of Significance   | -            | NIDA                  |